# Ляпін (річка)
Ляпін (рос. Ляпин), раніше Сигва (рос. Сыгва) — річка у Росії, ліва притока Північної Сосьви, тече на заході Ханти-Мансійського автономного округу.

## Фізіографія
Ляпін утворюється на заході Ханти-Мансійського АО біля східного підніжжя Приполярного Уралу на висоті 17 м над рівнем моря злиттям річок Хулга (зліва) і Щекунья (справа). Складові річки беруть початок на схилах головного хребта відповідно Приполярного і Полярного Уралу. Крупніша і більш багатоводна з двох складових — Хулга — від витоку протягом маже 200 км тече на південь удовж східного краю Уральських гір, приймаючи води численних правих приток, акумулюючи таким чином значну частину вод, що стікають зі схилів Приполярного і Полярного Уралу.
Русло власне Ляпіну після злиття Щекуньї з Хулгою має дуже малий уклін (лише 3 м на 150-кілометровому протязі) і тече широкими петлями серед боліт північно-східного краю Західно-Сибірської низовини переважно на південь і південний схід; русло дуже звивисте з безліччю меандрів. Ляпін впадає в Північну Сосьву між селами Патрасуй и Сосьва. Ляпін — найбільш багатоводна з приток Північної Сосьви.
У гирлі Ляпін має близько 300 м завширшки і глибину до 3 м; швидкість плину 0,5 м/с. Єдина значна притока — Кемпаж — впадає у Ляпін зліва біля села Ломбовож.
Річка Народа, яка через Манью впадає у Хулгу, ліву складову Ляміну, починається безпосередньо під горою Народною (1895 м) — найвищою вершиною Уральських гір.

## Гідрологія
Довжина річки 151 км (від витоку Хулги — 404 км), площа басейну 97 300 км². Середньорічний стік, виміряний за 67 км від гирла біля села Ломбовож у 1979—1993 роках, становить 301 м³/с. Багаторічний мінімум стоку спостерігається у березні (23,2 м³/с), максимум — у червні (1010 м³/с). За період спостережень абсолютний мінімум місячного стоку (10,8 м³/с) спостерігався у лютому 1987 року, абсолютний максимум (1480 м³/с) — у червні 1985.
Ляпін замерзає у жовтні, скресає у другій половині травня. Живлення мішане з переважанням снігового. Повінь з травня по вересень.

## Інфраструктура
Ляпін судноплавний на 149 км від гирла до села Саранпаул (згідно з іншим джерелом — 163 км).
Басейн Ляпіну повністю знаходиться в межах Березовського району Ханти-Мансійського АО, займаючи крайній північно-західний кут району й округу у цілому. Басейн Ляпіну, як і басейн Північної Сосьви у цілому, рідконаселений; на самому Ляпіні існують села Саранпауль, Пувлох, Хошлог, Верхній Хурумпауль, Метлеккі, Ломбовож. Ніякої транспортної інфраструктури удовж Ляпіну не існує; перевезення відбуваються влітку річковим транспортом, взимку — автомобільним автозимниками — сезонними дорогами, прокладеними по руслах замерзлих річок.